# تاراپو
تاراپو (به اسپانیایی: Tarapu) یک کوه در پرو است که در Peru, Lima Region واقع شده‌است. تاراپو ۵٬۰۰۰ متر بالاتر از سطح دریا واقع شده‌است.